# Куторжиха (Хорольский район)
Куторжиха (укр. Куторжиха) — село,
Петракеевский сельский совет,
Хорольский район,
Полтавская область,
Украина.
Код КОАТУУ — 5324884403. Население по переписи 2001 года составляло 258 человек.

## Географическое положение
Село Куторжиха находится на расстоянии в 0,5 км от сёл Среднее, Новый Байрак и Петракеевка, 
в 2,5 км от города Хорол.
По селу протекает пересыхающий ручей с запрудой.
Через село проходят автомобильная дорога Т-1716 и
железная дорога, станция Хорол в 3-х км.

## История
После 1945 присоеденено Редчено
Есть на карте 1869 года